# Jarosław Koniusz
Jarosław Koniusz (* 9. května 1961 Varšava, Polsko) je bývalý polský sportovní šermíř, který se specializoval na šerm šavlí. Bratr dvojče Krzysztof Koniusz a synovec Marcin Koniusz reprezentovali Polsko v šermu šavlí. Polsko reprezentoval v osmdesátých a devadesátých letech. Na olympijských hrách nestartoval. V roce 1984 přišel o účast na olympijských hrách kvůli bojkotu a v roce 1988, 1992 se do polské olympijské nominace nevešel. V roce 1989 obsadil druhé místo na mistrovství světa v soutěži jednotlivců. S polským družstvem šavlistů vybojoval v roce 1986 druhé místo na mistrovství světa.